# Exconvento de San José de Gracia (Orizaba)
El Exconvento de San José de Gracia es un recinto de culto católico, compuesto por 2 templos, un convento, y una capilla menor anexa. Todo perteneciente a la jurisdicción eclesiástica de la Diócesis de Orizaba, bajo el patronazgo de San José, San Francisco de Asís, la Virgen del Rayo y la Virgen de la Soledad. Es un conjunto de arquitectura neoclásica que deja ver el gusto academicista de San Carlos, construido por los franciscanos al estilo de la Tercera orden franciscana. Se encuentra ubicado en el centro de la ciudad de Orizaba, Veracruz, México.

## Historia

### Santuario del Señor de Otatitlán (Hoy templo de la Soledad)
El templo de Nuestra Señora de la Soledad, antes Santuario del señor de Otatitlán, fue el primer edificio franciscano en Orizaba y el tercer templo en Orizaba y sus alrededores, su edificación comenzó en 1739 y terminó en 1742, en esos tiempos, la ciudad de Ahuilizapan - Orizaba no se extendía hasta el Santuario, sino que antes, el camino real que conectaba a la entonces Tenochtitlan con el puerto de Veracruz pasaba de largo por Orizaba y para llegar a ese lugar existía una desviación conocida como "el derramadero" (Hoy calle Francisco I. Madero) que llegaba a Orizaba (lo que hoy es tan solo el centro histórico). El Santuario del Señor de Otatitlán era un templo de descanso para los viajeros y los virreyes que pasaban en su camino hacia Veracruz o a Tenochtitlan. Cuenta la historia que en el año de 1828 se organizó una peregrinación de Oaxaca a Veracruz llevando a la Virgen de la Soledad, en su paso por Orizaba, estaba previsto que la imagen pernoctara en la iglesia de Santa María de Guadalupe Ahuilizapan (hoy capilla de Santa María de Guadalupe, Criptas de la Catedral de Orizaba), pero sucedió que había fallecido un sacerdote y tuvieron que sepultarlo en las criptas, así que la Virgen pernoctó en el Santuario del Señor de Otatitlán. Al día siguiente los frailes decidieron ponerle el nombre de La Soledad en honor a la visita de la virgen y así fue como el 18 de diciembre de 1828, día de la festividad de la virgen de la soledad, el Santuario del Señor de Otatitlán pasó a ser el templo de Nuestra Señora de la Soledad.

### Fundación del colegio
Los franciscanos realizaron importantes obras en la ciudad de Orizaba a partir de la Conquista de México en 1521, ellos fundaron los primeros templos de la ciudad como la Iglesia del Calvario y la de San Miguel, posteriormente fundarían la Tercera orden franciscana, hoy en día Orden franciscana Seglar. Muchos años después los franciscanos regresarían a Orizaba para quedarse en 1797 habiendo obtenido autorización para fundar en la ciudad un Colegio Apostólico franciscano de propaganda FIDE de San José de Gracia.  El proyecto del complejo educativo original de San José de Gracia comprendía aparte del Templo de San José, el exconvento, el santuario del Señor de Otatitlán, hoy en día Rectoría de Nuestra Señora de la Soledad y un extenso huerto donde hoy en día existe el Parque bicentenario a un lado del Río Orizaba. La Construcción del Colegio dio inicio el 10 de agosto de 1803 siguiendo los planos de un proyecto original de Manuel Tolsá dando preferencia en la construcción del convento. Los padres ofrecieron misa primero en el Santuario del Señor de Otatitlán. Tras 25 años de arduo trabajo y en medio de turbulencias como la Guerra de Independencia, finalmente el convento fue terminado y bendecido en 1828. Lamentablemente de poco serviría el esfuerzo para los fines a los cuales se pensaba este complejo, pues al obtener México su independencia se dictaron leyes para la expulsión de los españoles afectando a gran parte de los frailes franciscanos que habitaban el convento. Posteriormente llegarían las leyes de Reforma que clausuraban los conventos. Esta ley se aplicaría en Orizaba el 25 de agosto de 1860 en que los frailes fueron sacados en medio de la molestia de la población y llevados presos al Puerto de Veracruz. El inmueble fue saqueado llevándose los muebles y valiosas pinturas que nunca más volverían a aparecer. Oficialmente el terreno pasaría a ser propiedad del entonces gobernador de Veracruz Manuel Gutiérrez Zamora.

### Modernidad

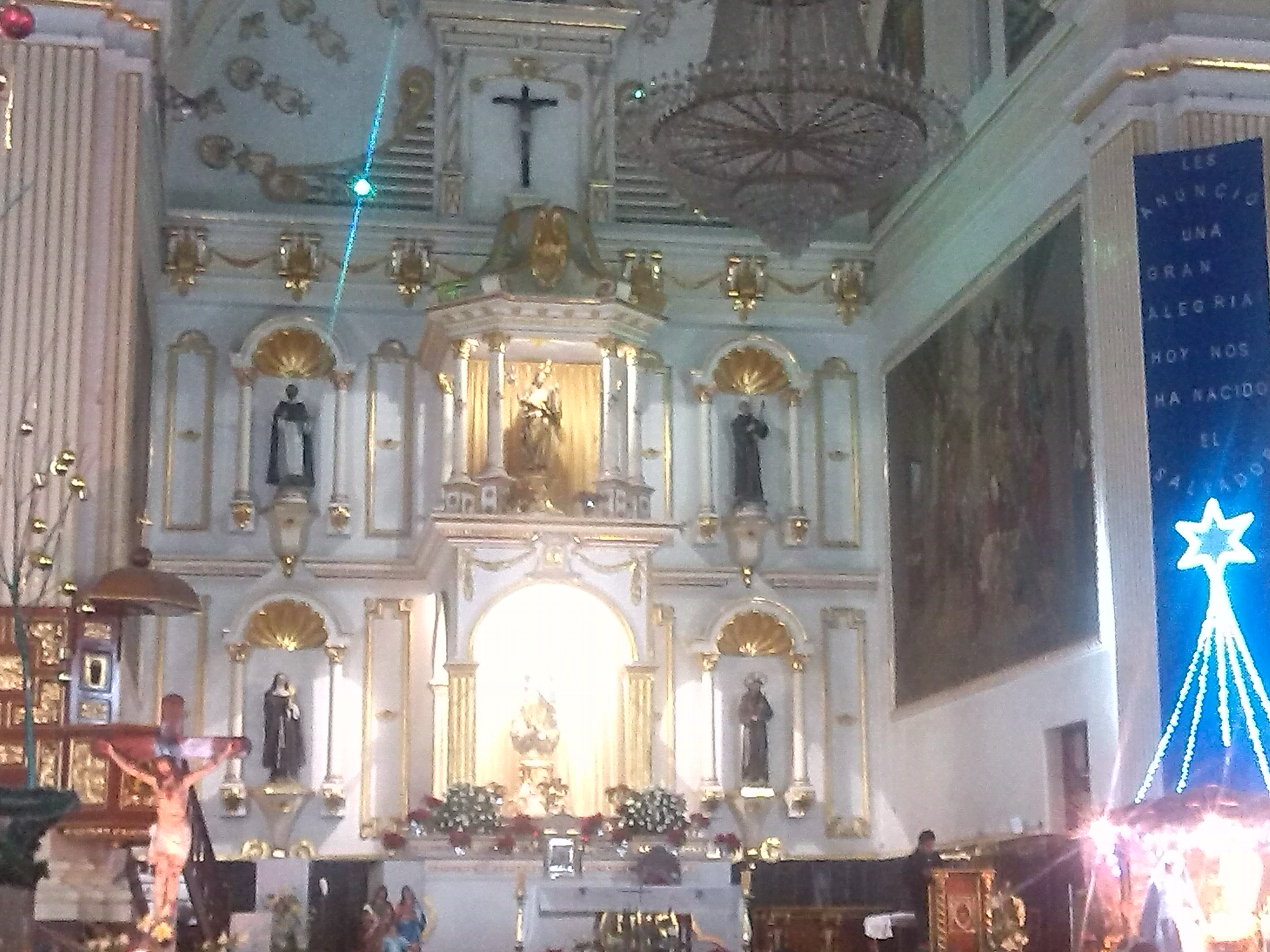
Interior del templo de San José

Tras las Leyes de Reforma de 1857, en 1860 el convento cerró sus puertas definitivamente. Durante la intervención francesa fue ocupado como cuartel del ejército de Napoleón III, posteriormente, el convento sería utilizado como patio de vecindad provocando el deterioro del cual fuera un magnífico edificio. También sería utilizado para instalar una iglesia metodista y una logia masónica. El comedor fue utilizado como gimnasio, cine y arena de box. En 1887 los hijos de Gutiérrez Zamora que ya había muerto para entonces requirieron a los frailes que se retiraran de su propiedad o les pagaran la cantidad de veinte mil pesos, un corredor de bienes raíces compró la propiedad y se las vendió a los frailes por veinticinco mil pesos en pagos para que estos tuvieran mayor facilidad. Los frailes tuvieron que comenzar a fraccionar el enorme terreno y empezar a venderlo para pagar la deuda y solo de esta forma pudieron conservar los templos de San José y de la Soledad. Durante la Revolución el templo de San José y la parte frontal del terreno que da a la calle real fueron invadidos por obreros que instalaron sus instituciones sindicalistas en este lugar, una escuela para obreros y un taller de imprenta.

### Accidente del campanario

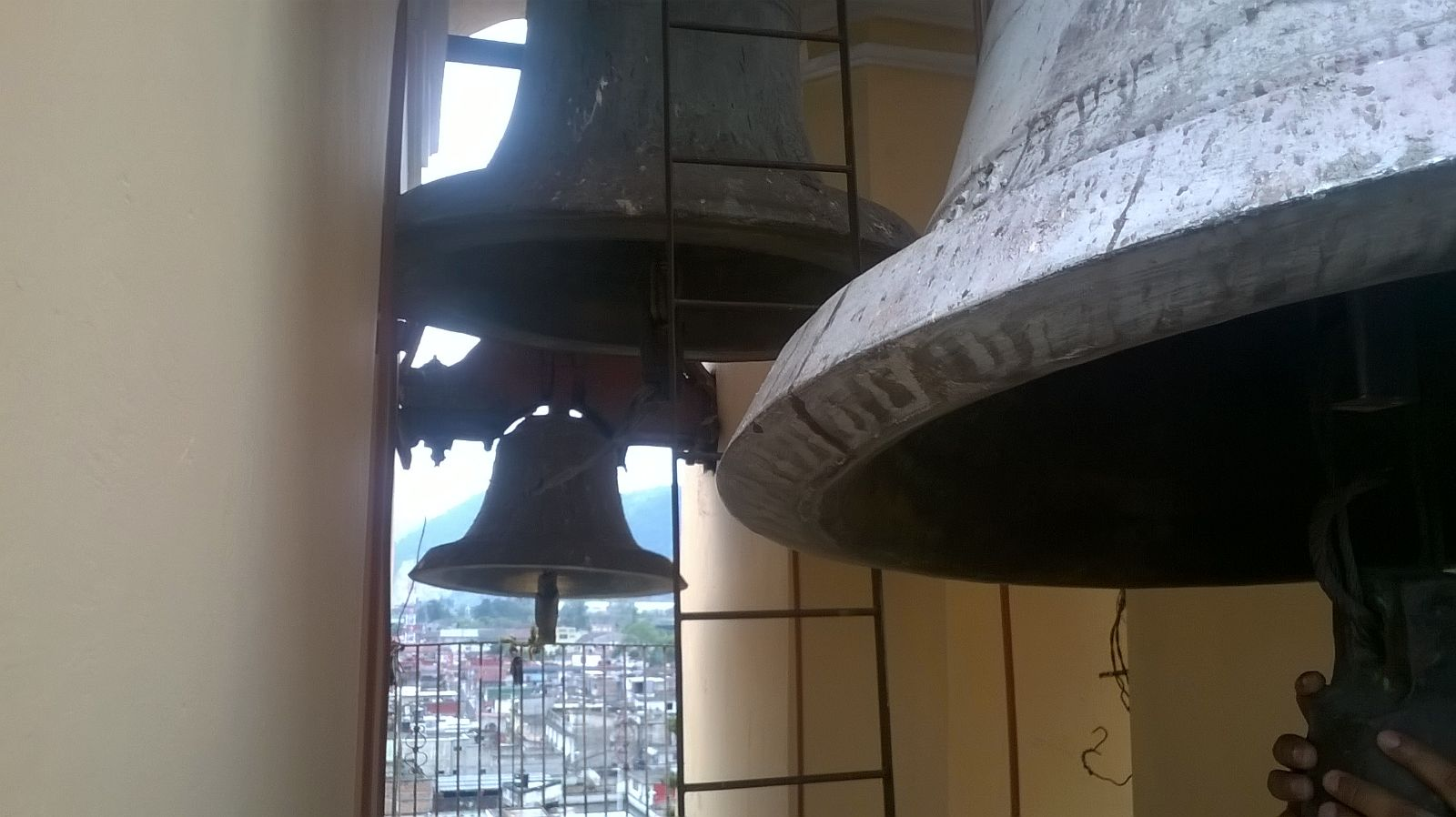
Campanario del Templo de San José

El 5 de abril de 1947, Sábado de Gloria durante la Solemne Vigilia Pascual al abrirse la gloria varios sacristanes subieron al campanario a repicar las campanas las cuales eran campanas de esquilas (para repicar este tipo de campanas se debe de balancear el contrapeso de la campana para que al columpiarse la campana haga sonar su badajo sin necesidad de una cuerda que penda de éste). Al comenzar a columpiar las campanas, la campana de nombre "San Francisco de Asís" se descolgó de uno de los pernos que la sujetaban del campanario, los sacristanes se dieron cuenta rápidamente e intentaron sujetarla, pero el peso fue suficiente como para caerse del campanario. La campana de San Francisco de Asís cayo dentro del convento sobre un muro que dividía un apartamento de una cantina, matando instantáneamente a 4 adultos de la cantina y una menor de edad quien se sabe que era del coro y que había ido al baño a su casa para estar de nuevo en el templo, para así poder cantar junto con el coro el gloria. Al día siguiente (Domingo de Resurrección) todos los periódicos de Veracruz, Puebla y la Ciudad de México ya tenían la noticia en primera plana, a este suceso se le conoció como "La tragedia del campanario".

### Terremoto de 1973
El terremoto del 28 de agosto de 1973 terminaría de una vez con lo poco que quedaba de la grandeza del alguna vez colegio de propaganda Fide destruyendo los tejados de la planta alta, parte de la torre del templo de San José, y derrumbando en su totalidad la torre oriente del templo de Nuestra Señora de la Soledad. A partir de 1993 se comenzaría a desalojar el exconvento debido a que se evaluó la estructura y se determinó que esta podría caerse y se mantenía apuntalado hasta 2015, año en el que se consiguió el permiso por el Instituto Nacional de Antropología e Historia (INAH) para su rescate.

### Rescate

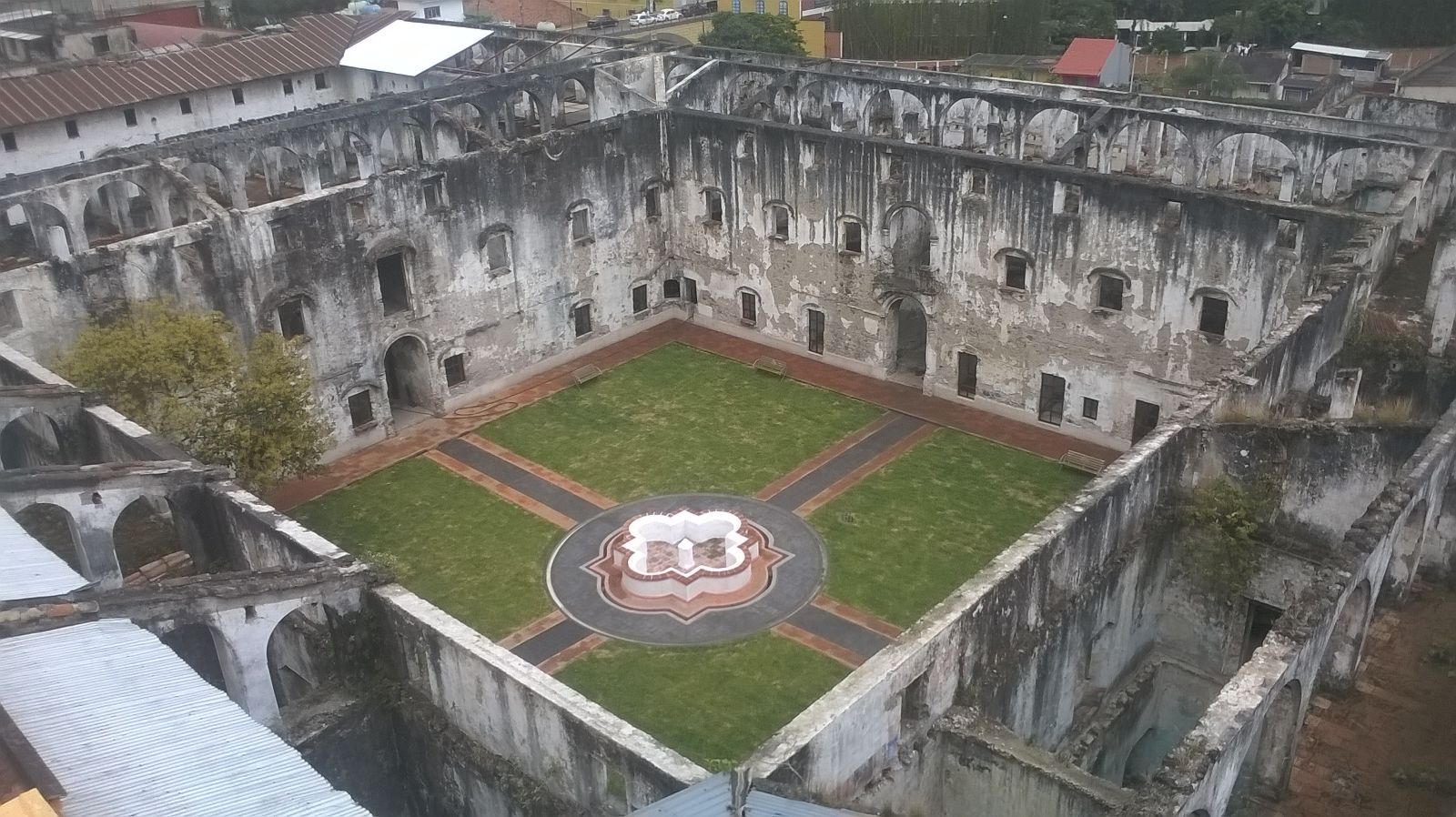
Fotografía tomada en 2017 del exconvento desde la torre

En el año 2015, durante el trienio del alcalde Juan Manuel Diez Francos se obtuvo el permiso por el INAH para que se iniciara el proyecto de rescate que comprendería desde julio de 2015, hasta mayo de 2016, esto sólo los primeros arreglos, tomando en cuenta que el convento se encontraba en el deterioro total. De mayo a noviembre de 2016 se realizó la primera temporada de recorridos por el interior del recinto, posteriormente, de diciembre de 2016 a abril de 2017 se realizaron unos cuantos más arreglos como la colocación de nuevos tejados, reconstrucción de los escalones derrumbados en 1973, colocación de nuevas ventanas y puertas, reparación de los pasillos de los dos demás niveles, reparación de la fuente original que data desde su construcción, colocación de drenaje en los baños, podado del césped en los claustros, entre otras cosas.

## Arquitectura
El exconvento y los templos de San José y de Nuestra Señora de la Soledad son joyas arquitectónicas de los siglos XVIII y XIX diseñados por el reconocido arquitecto Manuel Tolsá, trazando los planos de una manera exacta.

### Templo de San José

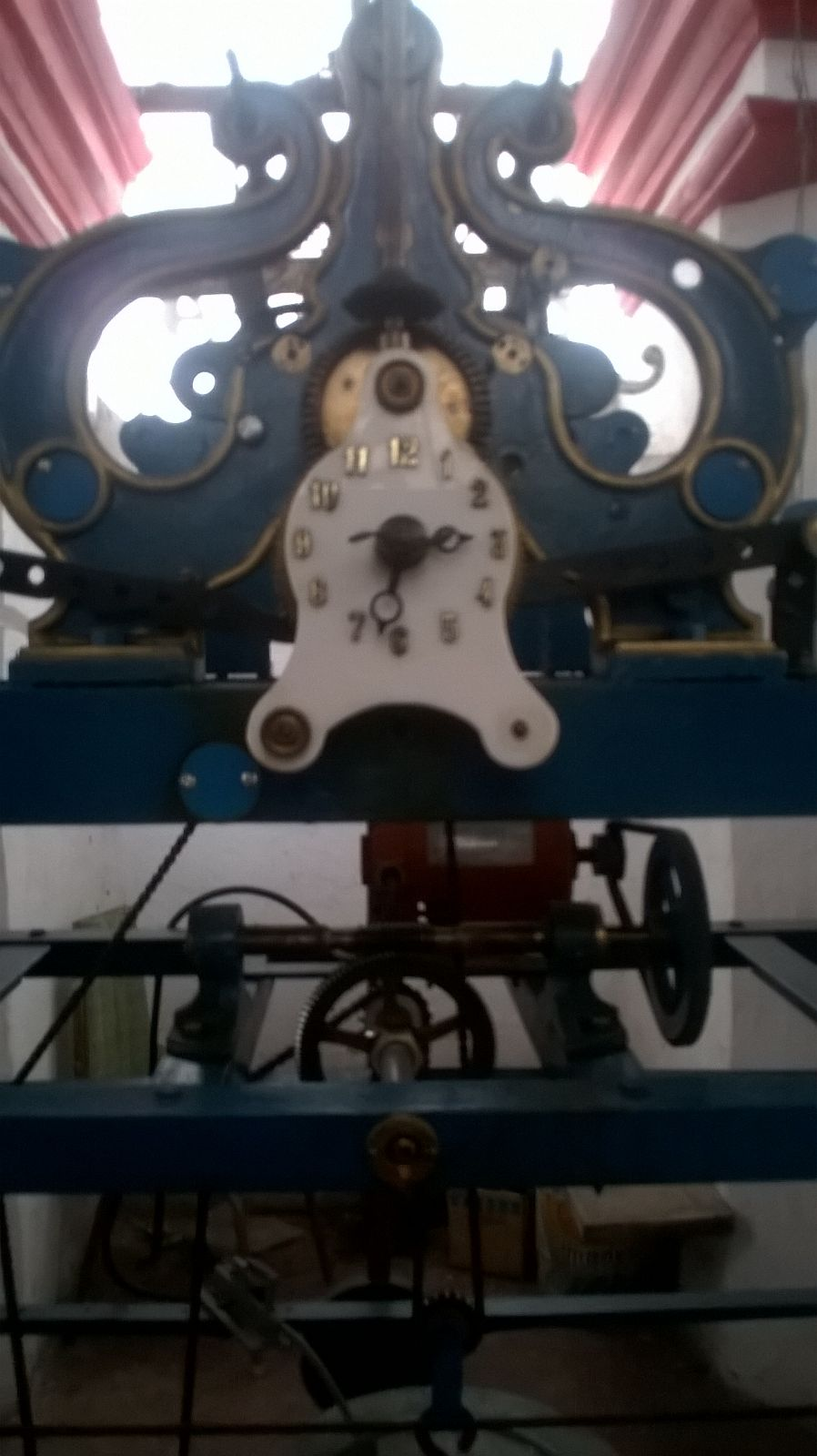
Maquinaria del reloj

El templo de San José de Gracia cuenta con un sinnúmero de elementos arquitectónicos y se estima que más de mil recabados menores en los nichos, altares, altar mayor, columnas, etcétera. El altar mayor cuenta con grabados arquitectónicos del siglo XIX y una enorme cápsula de concreto con una vitrina de cristal que resguarda una imagen antiquísima de la Inmaculada Concepción y arriba el nicho mayor, un nicho muy diferente a todos y de mayores dimensiones donde se encuentra una imagen de San José de Nazaret, a los costados del altar mayor se localizan dos bellos murales donde se aprecia del lado derecho el matrimonio de María y José, y del lado izquierdo la sanación del criado del centurión. Además en las bóvedas se aprecian pinturas de la fundación del colegio, la llegada de los Franciscanos a Orizaba, y algunos santos, entre otras. El altar mayor y los altares menores incluidos las 3 capillas con que cuenta esta iglesia, están forrados con hoja de oro de 24 quilates. El piso es de mármol de Carrara, desde la puerta principal, hasta la sacristía. Cuenta con un púlpito de madera donado el 12 de diciembre de 1939 por el Sr. Carlos Martínez. un bienhechor muy reconocido. Dicho púlpito está hecho de madera, tallada y labrada perfectamente por los artesanos de orizaba y la región, sus grabados tienen hoja de oro de 24 quilates. Este templo cuenta con 2 ambones, uno de mármol de Carrara utilizado únicamente para leer el Evangelio, y otro donado junto con el púlpito utilizado para realizar la Liturgia de la palabra y dar algunos avisos.

### Templo de Nuestra Señora de la Soledad
El templo de la soledad, como es más conocido en Orizaba y sus alrededores, es en la actualidad un templo muy sencillo en su altar y en su interior, puesto que no cuenta con los mismos recabados arquitectónicos que los del templo de San José. Esto debido a que el entonces Santuario del Señor de Otatitlán fue el templo inicial inaugurado en el año de 1742, cuya construcción sólo duro 3 años, se afirma que el templo contaba con altares para santos, y un hermoso retablo en su totalidad bañado en oro, lamentablemente todo fue retirado en el año de 1911 durante la revolución mexicana, puesto que el templo fue usado como bodega de armas. El templo actualmente cuenta con un altar muy sencillo con dos nichos y una vitrina de mármol de Carrara donde se exhibe la imagen de la virgen de la soledad. sus columnas tienen grabados que tienen oro en pocas cantidades. 

### Convento
El convento cuenta con 2 claustros, el mayor de grandes dimensiones y en su totalidad cuadrado, y el claustro menor, un claustro del tamaño de la mitad del mayor, con un recibidor que da a la puerta principal, una gran característica de este convento es que a diferencia de los demás, este convento cuenta con todos sus corredores por dentro del recinto, es decir que no tienen vista a los claustros, sino que se dirigen entre los salones de enseñanza y las habitaciones. 
Un dato interesante es que Manuel Tolsá diseñó dentro de sus planos pasadizos secretos subterráneos y dentro de los muros, pero solo eran utilizados por las autoridades mayores y el Abad del convento cuando era un colegio y de los vecinos para facilitar sus salidas, cuando fue patio de vecindad. Cabe mencionar que Tolsá sí incluyó estos pasadizos dentro de sus planos pero de manera oculta para que nadie supiera de su existencia. 
De este convento parten varios túneles subterráneos hacia varios puntos de la ciudad, éstos son: un túnel que dirige hasta la Ermita de Nuestra Señora de Guadalupe en el Cerro del Borrego, y otro que dirige hacia el centro histórico e iglesias del norte de la ciudad, y por último uno que conduce a las iglesias del este de la ciudad. Estos túneles se encuentran clausurados y aún no hay planes de apertura puesto que existe un mito que si estos túneles se abren, todos los gases almacenados, saldrían a la superficie y tendría una magnitud tan grande como para dañar a toda la población Orizabeña en su salud.

## Horarios

### Horarios de misas
| Lunes a viernes                        |
| -------------------------------------- |
| 7:00, 8:00, 19:00                      |
| Sábados                                |
| 7:00, 8:00, 9:00, 18:00, 19:00         |
| Domingos                               |
| 7:00, 8:00, 12:00, 13:00, 19:00, 20:00 |